# Sport Lisboa e Benfica 1961-1962
Questa voce raccoglie le informazioni riguardanti lo Sport Lisboa e Benfica nelle competizioni ufficiali della stagione 1961-1962.

## Avvenimenti
Il Benfica raggiunge il terzo posto in campionato, posizionandosi dietro a Sporting Lisbona e Porto. Nella coppa nazionale, estromette il Caldas (16-3), il CUF Barreiro (4-4 tra andata e ritorno, 2-0 per il Benfica nello spareggio), il Porto (5-3), Ferroviário L. Marques (14-2), il Vitória Guimarães (8-2) e il Vitória Setúbal in finale, partita vinta per 3-0.
Nella Coppa dei Campioni, i lusitani eliminano l'Austria Vienna per 6-2 (tre reti di José Águas, due di Santana), il Norimberga col punteggio di 7-3 (Eusébio e José Augusto) e il Tottenham 4-3 (due reti di José Augusto), raggiungendo nuovamente la finale di Coppa Campioni. Il Benfica trova in finale ancora una squadra spagnola, il Real Madrid: i Blancos segnano due reti con Ferenc Puskás e i portoghesi replicano pareggiando il punteggio con i gol di José Águas e Cavém, prima che Puskás realizzi la sua terza marcatura nel match. All'intervallo, i giocatori del Benfica sono sotto 3-2, ma il tecnico Guttmann risolleva i giocatori: per l'allenatore ungherese la finale è già vinta. Nella ripresa decide di affidare a Cavém la marcatura di Di Stéfano, cercando di far arrivare meno palloni possibili dalla parti di Puskás. Coluna realizza il tre pari ed Eusébio firma una doppietta, portando il risultato sul 5-3.
Il Benfica bissa il successo della stagione precedente, vincendo la seconda Coppa Campioni consecutiva. Tuttavia, Guttmann ritiene di meritare un bonus per la vittoria della competizione continentale, ma la dirigenza del Benfica glielo nega, poiché nel contratto del tecnico non è presente alcuna clausola sulla Coppa Campioni. Di conseguenza, Guttmann lancia una maledizione che passa alla storia:
Da quel momento la squadra ha perso tutte le finali di Coppa dei Campioni disputate, cinque.

## Organico

### Rosa
| N. |                       | Ruolo | Calciatore     |
| -- | --------------------- | ----- | -------------- |
|    | Portogallo (bandiera) | P     | Costa Pereira  |
|    | Portogallo (bandiera) | D     | Ângelo         |
|    | Portogallo (bandiera) | D     | Germano        |
|    | Portogallo (bandiera) | D     | Mário João     |
|    | Portogallo (bandiera) | D     | Saraiva        |
|    | Portogallo (bandiera) | D     | Serra          |
|    | Portogallo (bandiera) | C     | António Simões |
|    | Portogallo (bandiera) | C     | Cavém          |
|    | Portogallo (bandiera) | C     | Coluna         |
|    | Portogallo (bandiera) | C     | Cruz           |

| N. |                       | Ruolo | Calciatore          |
| -- | --------------------- | ----- | ------------------- |
|    | Portogallo (bandiera) | C     | Humberto            |
|    | Portogallo (bandiera) | C     | José Neto           |
|    | Portogallo (bandiera) | C     | Jorge Calado        |
|    | Portogallo (bandiera) | C     | Joaquim Santana     |
|    | Portogallo (bandiera) | A     | António Mendes      |
|    | Portogallo (bandiera) | A     | Eusébio             |
|    | Portogallo (bandiera) | A     | José Águas          |
|    | Portogallo (bandiera) | A     | José Augusto        |
|    | Portogallo (bandiera) | A     | José Augusto Torres |